# Ariamnes poele
Ariamnes poele là một loài nhện trong họ Theridiidae.
Loài này thuộc chi Ariamnes. Ariamnes poele được miêu tả năm 2007 bởi Gillespie & Rivera.